# Justin.tv
Justin.tv fue un sitio web creado por Justin Kan, Emmett Shear, Michael Seibel y Kyle Vogt a principios de 2007, que permitía a cualquier persona transmitir vídeos en vivo. Poseía cuentas de usuario que se denominaban canales y los usuarios eran los que deseaban transmitir una amplia variedad de contenidos generados mediante vídeo en directo, llamadas emisiones (calendario web potenciado por AJAX). El sitio utilizaba una cámara móvil adherida a una gorra de béisbol de Justin Kan. La cámara transmitía vídeo y audio de forma continua con todo lo que Kan veía y oía. Justin.tv comenzó a transmitir en vivo la medianoche del 19 de marzo de 2007, y de acuerdo al sitio web, Kan iba a llevar la cámara 24 horas al día, 7 días a la semana.

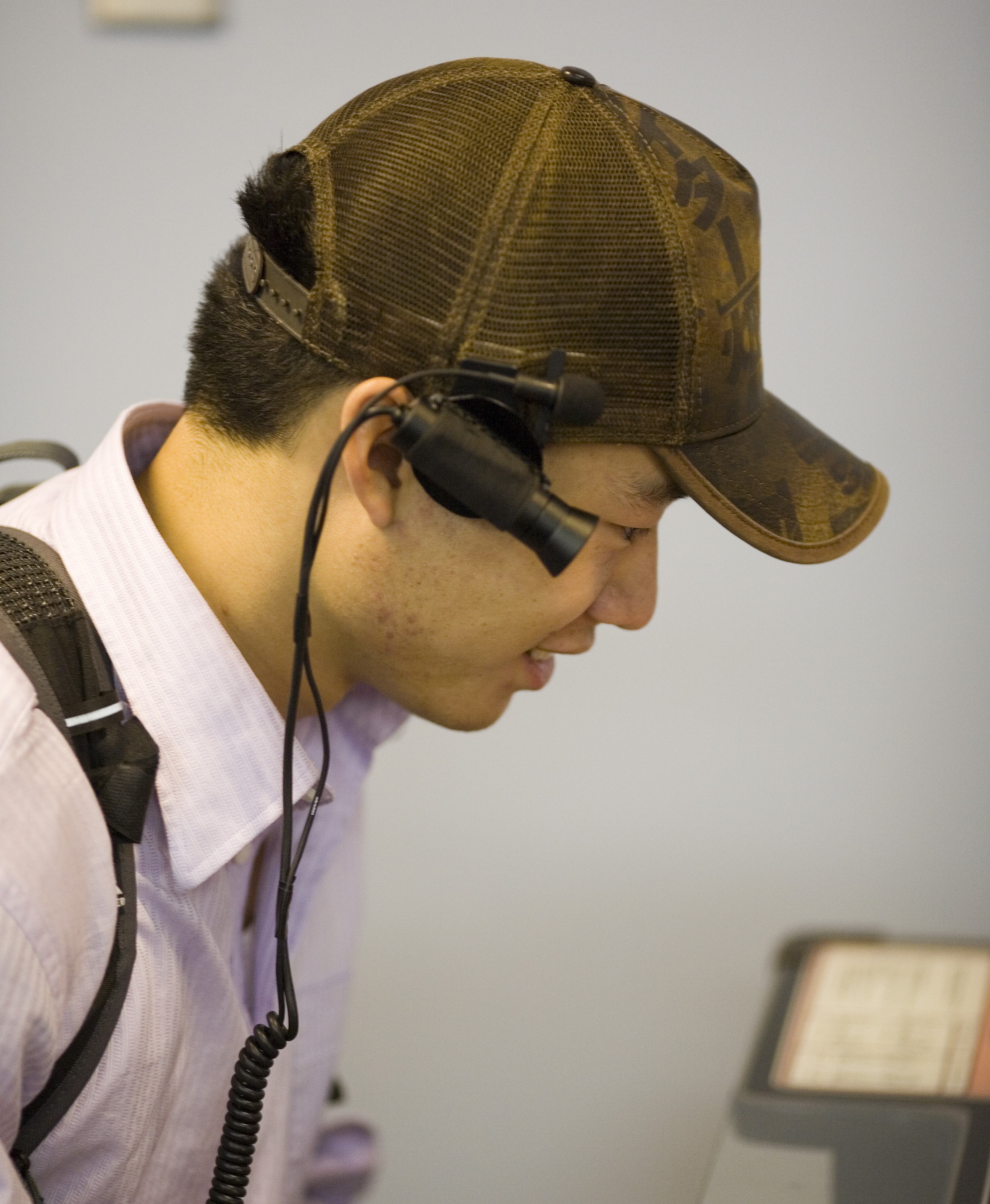
Justin Kan.

Justin.tv competía con Ustream, DaCast, Veetle, Livestream, Bambuser y Blogstar. Justin.tv fue comparado con las películas EDtv, Cómo ser John Malkovich y El show de Zorak. Justin Kan describe lo que realizaba como lifecasting.

## Detalles técnicos

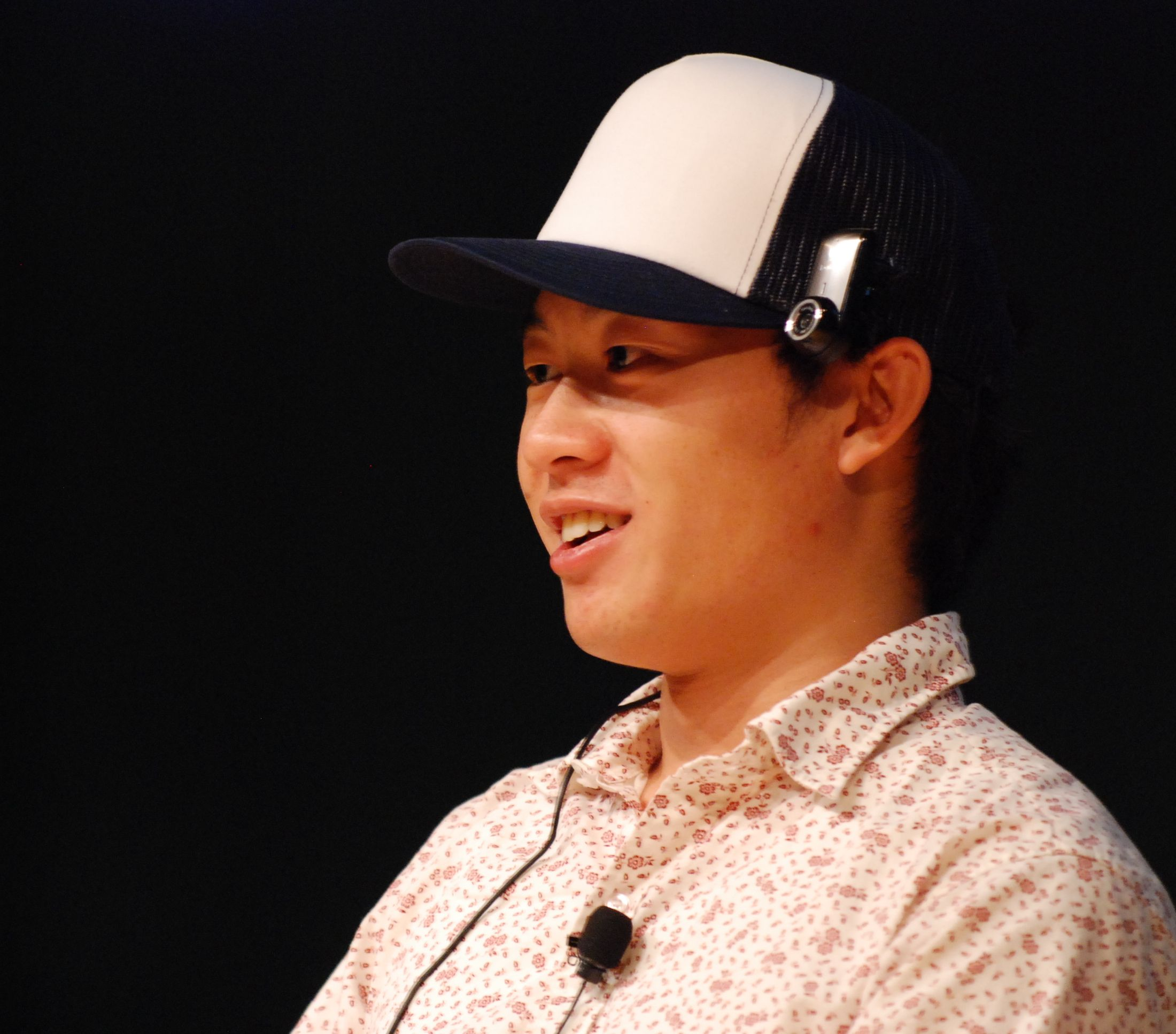
Justin Kan en una conferencia.